# Chiroderma doriae
Chiroderma doriae (Thomas, 1891) è un pipistrello della famiglia dei Fillostomidi diffuso nell'America meridionale.

## Descrizione

### Dimensioni
Pipistrello di medie dimensioni, con la lunghezza della testa e del corpo tra 69 e 78 mm, la lunghezza dell'avambraccio tra 49 e 56 mm e la lunghezza delle orecchie tra 19 e 21,5 mm.

### Aspetto
Le parti dorsali variano dal bruno-grigiastro al bruno-rossastro, con una striscia dorsale biancastra talvolta poco visibile che si estende dalla zona tra le spalle fino alla groppa, mentre le parti ventrali sono grigiastre. Il muso è corto e largo. La foglia nasale è ben sviluppata, lanceolata e con la porzione inferiore separata dal labbro superiore. Due strisce chiare ben distinte sono presenti su ogni lato del viso, la prima si estende dall'angolo esterno della foglia nasale fino a dietro l'orecchio, mentre la seconda parte dall'angolo posteriore della bocca e termina alla base del padiglione auricolare. Le ali sono attaccate posteriormente ai metatarsi. È privo di coda, mentre l'uropatagio è ben sviluppato. Il cariotipo è 2n=26 FN=48.

## Biologia

### Alimentazione
Si nutre di forme native di Ficus, Cecropia, Muntingia e Piper, polline e nettare.

### Riproduzione
Femmine gravide sono state osservate in tutti i mesi dell'anno eccetto aprile, maggio e ottobre. Danno alla luce un piccolo alla volta dopo una gestazione di 3 mesi e mezzo.

## Distribuzione e habitat
Questa specie è diffusa nel Brasile orientale e meridionale e nel Paraguay sud-orientale.
Vive nelle foreste pluviali tropicali, nelle foreste decidue e nelle paludi e nelle praterie.

## Conservazione
La IUCN Red List, considerato il vasto areale, la popolazione presumibilmente numerosa, la presenza in diverse aree protette e la tolleranza alle modifiche ambientali, classifica C.doriae come specie a rischio minimo (Least Concern)).